# Germán Garrido
Germán Garrido (15 juni 1948) is een golfprofessional.

## Carrière
Garrido won twee Opens voordat de Europese Tour bestond. In 1972 begon de Europese Tour, waar hij en zijn oudere broer Antonio Garrido beiden aan meededen. In 1973 won Garrido het Madrid Open.
In 1976 werd hij 45ste op de Order of Merit, onder andere doordat hij als derde eindigde op het Spaans Open.

## Gewonnen
- 1968: Madrid Open
- 1972: Portugees Open
- 1973: Madrid Open (ET)